# سوئیچ بای‌پس
یک سویچ بای‌پس (به انگلیسی: BYPASS SWITCH) یک وسیله سخت‌افزاری است که پورت دست یابی امن از نظر خراب شدن را برای یک ماشین مانیتورینگ درون خطی همانند یک IPS، فایروال به وسیله بهینه‌سازی WAN یا سیستم مدیریت رفتار یکسان شده. ماشین‌های مانیتورینگ درون خطی به یک نقطه شکست وابسته اند زیرا اگر ماشین منبع تغذیه خود را از دست بدهد یا اگر با یک شکست نرم‌افزاری مواجه شود یا حذف شود ترافیک دیگر نمی‌تواند از طریق لینک جریان پیدا کند. سوئیچ ByPass این نقطهٔ شکست را به صورت اتوماتیک بوسیلهٔ هدایت کردن ترافیک به اطراف ماشین زمانی که ماشین قابلیت عبور ترافیک را ندارد حذف می‌کند.

یک سوئیچ ByPass چهار پورت دارد. دو پورت شبکه یک اتصال درون خطی در لینکی از شبکه که مانیتور می‌شود ایجاد می‌کند. این اتصال کاملاً منفعل است اگر سوئیچ منبع تغذیه را از دست بدهد ترافیک به جریان خودش بدون توقف ادامه می‌دهد. دو پورت مانیتور برای متصل کردن ماشین مانیتورینگ درون خطی استفاده می‌شوند. در حین عملکرد نرمال، سوئیچ همهٔ ترافیک شبکه را از ماشین به گونه‌ای که انگار ماشین مستقیماً درون خط است عبور می‌دهد. اما وقتی که ماشین درون خط تغذیهٔ خود را از دست می‌دهد، اتصالش از بین می‌رود یا fail می‌شود، سوئیچ ByPass ترافیک را مستقیماً بین پورت‌های شبکه اش عبور می‌دهد، ماشین را دور می‌زند و تضمین می‌کند که ترافیک به جریان خودش بر روی لینک شبکه ادامه می‌دهد. در برخی محصولات وقتی که سوئیچ ByPass ترافیک را به اطراف مانیتورینگ هدایت می‌کند پورت‌های مانیتور در پاسخ شبیه یک دکمه شبکه رفتار می‌کنند و ترافیک نیمه دو طرفه دریافتی از پورت‌های شبکه را به پورت‌های مانیتور هدایت می‌کنند.

در این حالت ماشین IPS جانبی می‌تواند به عنوان IDS برای مانیتور کردن ترافیک به صورت منفعل بدوت تأثیر گذاشتن بر روی ان استفاده شود. این حالت برای تحلیل کارایی یک مجموعه امضا قبل از رفتن به حالت IPS و آسیب زدن بالقوه به ترافیک شبکه مفید است.
سوئیچ‌های ByPass چند بخشی چندین سوئیچ ByPass مستقل را در یک شاسی منفرد فراهم می‌آورند که باعث تراکم بالاتر در تجهیزات می‌شود.

## لغت‌شناسی
زمانی که سوئیچ ترافیک را از میان ماشین درون خطی عبور می‌دهد حالت ByPass-off می‌گویند.

وقتی که سوئیچ ترافیک را مستقیماً بین پورت‌های شبکه عبور می‌دهد و ماشین درون خط را دور می‌زند حالت ByPass-on گویند.

## مزایا
استفادهٔ از یک سوئیچ ByPass خارجی برای متصل کردن یک ماشین درون خط مانند IPS مزایایی دارد:

1. زمانی که ماشین درون خط از کار می‌افتد ترافیک شبکه را جاری نگاه می‌دارد.
2. این امکان را می‌دهد که ماشین درون خط بدون این که بر ترافیک شبکه تأثیر گذارد حذف شود یا سرویس شود. برای مثال یک IPS برای به روز کردن امضاها، نرم‌افزارها و سخت افزارش می‌تواند offline باشد.
3. یک ماشین درون خط می‌تواند از یک بخشی به بخش دیگر شبکه بدون این که بر ترافیک شبکه تأثیر گذارد منتقل شود.

دو مزیت آخر بوسیلهٔ سوئیچ بای پس داخلی که ممکن است داخل یک ماشین IPS جمع‌آوری شده باشد مهیا نمی‌شود.

## معایب
سوئیچ‌های ByPass هزینهٔ فراگیری به مانیتورینگ اضافه می‌کند اگر چه ممکن است در درازمدت بوسیلهٔ افزایش زمان‌های کار کردن شبکه در هزینه‌ها صرفه جویی کنند. سوئیچ‌های ByPass تک نقطهٔ شکست را از ماشین‌های درون خط به خودشان جابه‌جا کنند. این یک دستاورد مثبت است زیرا سوئیچ‌های ByPass وسایل ساده‌تری اند و برای تحمل شکست طراحی شده‌اند. با این حال اطمینان یک چالش مهم در ارزیابی سوئیچ ByPass است.

## اطلاعاتی تکنیکی
سوئیچ‌های ByPass اطمینان شبکه را از طریق مکانیزم‌هایی مانند اتصال‌های درون خطی منفعل، تشخیص لینک و بسته‌های ضربانی افزایش می‌دهند. دو پورت شبکه در یک سوئیچ ByPass به اتصال کاملاً منفعل ایجاد می‌کنند که ترافیک شبکه حتی اگر منبع تغذیه قطع شود ادامه پیدا می‌کند. برای لینک‌های فیبرنوری یک سوئیچ نوری بسته یک مسیر برای جریان بی‌وقفه نور زمانی که تغذیه نداریم ایجاد می‌کند. برای لینک‌های مسی ریز رله‌های دو پورت را هنگام قطع تغذیه به هم وصل می‌کنند. سوئیچ ByPass حالت لینک‌های بین پورت‌های مانیتورش و ماشین درون خط را نمایش می‌دهد. اگر یک لینک از کار بیفتد، سوئیچ به صورت اتوماتیک به حالت ByPass-on می‌رود وقتی که لینک دوباره فعال شود سوئیچ به حالت ByPass-off می‌رود و ماشین دوباره ترافیک را دریافت می‌کند. برخی از سوئیچ‌های ByPass یک بستهٔ ضربان قلب از طریق ماشین مانیتورکننده برای تضمین سالم بودن ماشین ارسال می‌کنند. اگر بسته ضربانی به سوئیچ بازنگردد ماشین از کار افتاده فرض می‌شود و سوئیچ به حالت ByPass-on می‌رود و ماشین را از مسیر ترافیک جدا می‌کند. سوئیچ به فرستادن بسته‌های ضربانی ادامه می‌دهد تا زمانی که از ماشین جوابی دریافت کن در این صورت به حالت ByPass-off می‌رود و ترافیک را به سمت ماشین هدایت می‌کند. زمانی سوئیچ در حال انتقال به حالت ByPass-on است ممکن است لینک موقتاً از کار بیفتد که یک سوئیچ خوب این انتقال در زمان کمتر از یک ثانیه انجام می‌دهد که البته شبکه برای دوباره ایجاد کردن اتصالات موجود بوده چندین ثانیه وقت نیاز دارد.

## مدیریت وسیله
سوئیچ‌های ByPass ممکن است از طریق یکی از این واسط‌ها مدیریت شود: واسط دستوری (CLI)، واسط بر مبنای مرور گر وب یا با ابزار SNMP. کارهای مدیریتی شامل تنظیم IP برای tropهای SNMP، برگرداندن آمار RMON و تنظیم پارامترهای بسته‌های ضربانی همانند محتوای بسته‌ها، زمان‌بندی آن‌ها، و تعداد باز ارسالی.